# Towanda (Kansas)
Towanda és una població dels Estats Units a l'estat de Kansas. Segons el cens del 2000 tenia 1.338 habitants.

## Demografia
Segons el cens del 2000, Towanda tenia 1.338 habitants, 492 habitatges, i 383 famílies. La densitat de població era de 698,1 habitants/km².
Dels 492 habitatges en un 39,2% hi vivien nens de menys de 18 anys, en un 66,1% hi vivien parelles casades, en un 8,3% dones solteres, i en un 22% no eren unitats familiars. En el 20,7% dels habitatges hi vivien persones soles el 8,1% de les quals corresponia a persones de 65 anys o més que vivien soles. El nombre mitjà de persones vivint en cada habitatge era de 2,72 i el nombre mitjà de persones que vivien en cada família era de 3,14.
Per edats la població es repartia de la següent manera: un 29,3% tenia menys de 18 anys, un 9,2% entre 18 i 24, un 29% entre 25 i 44, un 20,5% de 45 a 60 i un 12% 65 anys o més.
L'edat mediana era de 34 anys. Per cada 100 dones de 18 o més anys hi havia 92,7 homes.
La renda mediana per habitatge era de 41.875 $ i la renda mediana per família de 47.188 $. Els homes tenien una renda mediana de 32.250 $ mentre que les dones 24.167 $. La renda per capita de la població era de 17.815 $. Entorn del 5,1% de les famílies i el 6,5% de la població estaven per davall del llindar de pobresa.

## Poblacions més properes
El següent diagrama mostra les poblacions més properes.